# Toszonowice Górne
Toszonowice Górne (czes. Horní Tošanovice, niem. Ober Toschonowitz) – wieś i gmina położona w powiecie Frydek-Mistek, w kraju morawsko-śląskim w Czechach. Położona jest na Pogórzu Morawsko-Śląskim na wysokości 367 m n.p.m. i zajmuje powierzchnię 5,29 km². W 2001 roku ok. 4% stanowili Polacy.

## Historia
Miejscowość po raz pierwszy wzmiankowana została w łacińskim dokumencie Liber fundationis episcopatus Vratislaviensis (pol. Księga uposażeń biskupstwa wrocławskiego), spisanej za czasów biskupa Henryka z Wierzbna ok. 1305 roku w szeregu wsi zobowiązanych do płacenia dziesięciny biskupstwu we Wrocławiu, w postaci item in Tessinowitz. Zapis ten (brak określenia liczby łanów, z których będzie płacony podatek) wskazuje, że wieś była w początkowej fazie powstawania (na tzw. surowym korzeniu), co wiąże się z przeprowadzaną pod koniec XIII wieku na terytorium późniejszego Górnego Śląska wielką akcją osadniczą (tzw. łanowo-czynszową). Wieś politycznie znajdowała się wówczas w granicach utworzonego w 1290 roku piastowskiego (polskiego) księstwa cieszyńskiego, będącego od 1327 roku lennem Królestwa Czech, a od 1526 roku w wyniku objęcia tronu czeskiego przez Habsburgów wraz z regionem aż do 1918 roku w monarchii Habsburgów (potocznie Austrii).
Wieś była gniazdem rodowym rodziny szlacheckiej Tłuków. W połowie XVI wieku właścicielem wsi był Kaspar Tłuk pierwszy regent (zarządca) dóbr Komory Cieszyńskiej.
W XX wieku miejscowość kilkukrotnie zmieniała przynależność państwową (spór polsko-czeski).